# Rêverie (Skrjabin)
Rêverie, Op. 24, è un'opera orchestrale composta da Aleksandr Nikolaevič Skrjabin nel 1898. Una esecuzione dura normalmente dai 3 ai 5 minuti. Skrjabin, che era un pianista, non aveva mai composto prima per l'orchestra, tranne alcune opere inedite. Tuttavia compose il lavoro in totale segretezza, senza alcun consiglio.

## Composizione
Nel novembre 1898, quando Skrjabin andò a San Pietroburgo, portò un regalo per il suo mecenate ed editore M.P. Belaieff. L'offerta era la partitura completa di un'opera orchestrale intitolata Prélude, una breve miniatura in mi minore e in forma ternaria.
Un giorno il suo amico Nikolay Rimsky-Korsakov venne a trovarlo e suonò il lavoro al pianoforte. Lo giudicò delizioso, pieno di armonie piccanti e non mal orchestrato. Poiché Belaïeff pensava che il titolo francese Prélude non corrispondesse a un'opera orchestrale, lui e Skrjabin decisero di rinominarlo Rêverie. Poiché le edizioni di Belaïeff furono pubblicate in francese (o tedesco) e in russo, discussero ulteriormente sul titolo slavo. Dovevano scegliere tra Mečty (sogni ad occhi aperti) o Grëzy (riflessioni). Concordarono per il primo. Dopo aver ascoltato le prove, Skrjabin scrisse:
Il pezzo fu presentato in anteprima il 5 dicembre 1898 a San Pietroburgo dopo Tamara di Balakirev. Fu accolto molto bene e Rimsky-Korsakov dovette chiedere il bis. Dopo Skrjabin suonò una selezione dei suoi studi, preludi e improvvisazioni al pianoforte.